# Diócesis de Grodno
La diócesis de Grodno (en latín: Dioecesis Grodnensis Latinorum y en bielorruso: Гродзенская дыяцэзія) es una circunscripción eclesiástica de la Iglesia católica en Bielorrusia. Se trata de una diócesis latina, sufragánea de la arquidiócesis de Minsk-Maguilov. Desde el 30 de septiembre de 2024 su obispo es Uladzimir Huliai.

## Territorio y organización

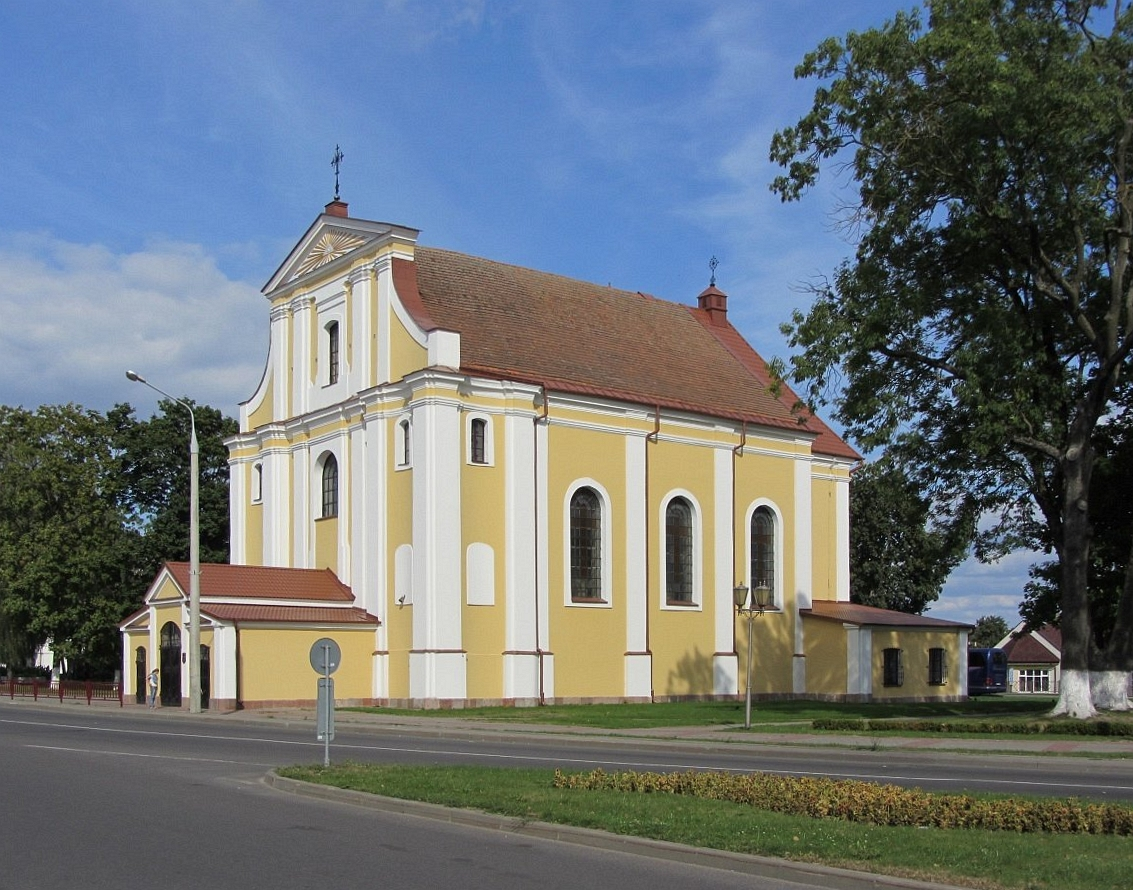
Iglesia de la Exaltación de la Santa Cruz, en Lida

La diócesis tiene 25 000 km² y extiende su jurisdicción sobre los fieles católicos de rito latino residentes en la óblast de Grodno.

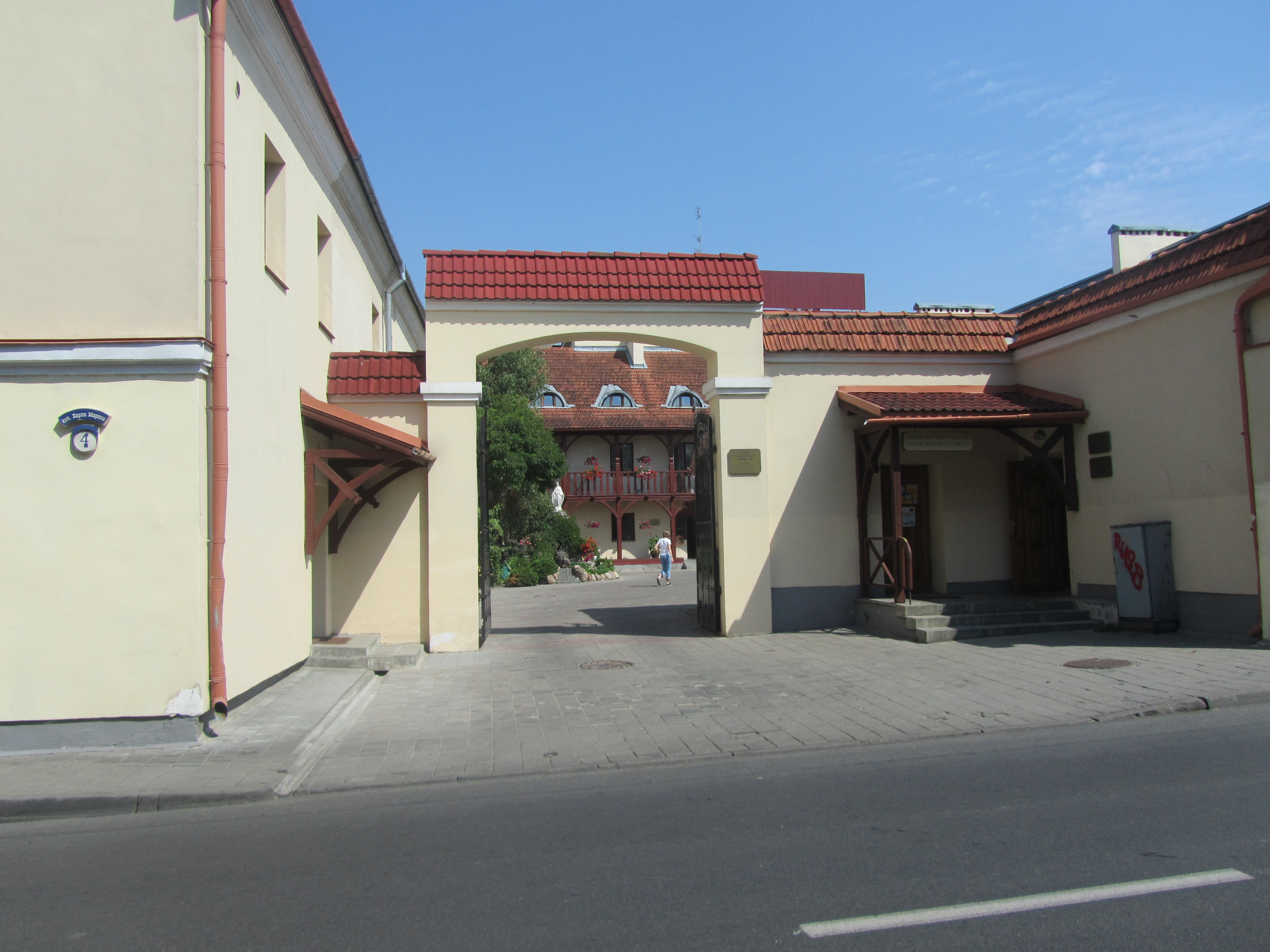
Curia diocesano de Grodno

La sede de la diócesis se encuentra en la ciudad de Grodno, en donde se halla la Catedral de San Francisco Javier. 
En 2023 en la diócesis existían 200 parroquias agrupadas en 16 decanatos: Astravec, Ashmiany, Vialíkaya Bierastavitsa, Grodno Occidental, Grodno Oriental, Dzjatlava, Iŭe, Lida, Masty, Navahrudak, Radun, Sapotskin, Slonim, Smarhon, Shchuchyn y Vawkavysk.

## Historia
La diócesis fue erigida el 13 de abril de 1991 mediante la bula Qui operam del papa Juan Pablo II, separando territorio principalmente de la arquidiócesis de Vilna y en parte de la diócesis de Łomża.
El 25 de noviembre de 1993, con la carta apostólica Probe novimus, el papa Juan Pablo II confirmó a la Santísima Virgen María, venerada con el título de Mater Misericordiae, como patrona principal de la diócesis, y patronos secundarios a los santos Casimiro y Maximiliano María Kolbe.
Con motivo del 25 aniversario de su fundación, la diócesis acogió el Congreso Eucarístico Nacional de Bielorrusia (mayo de 2016), en presencia del enviado especial del papa Francisco, el cardenal Zenon Grocholewski.

## Estadísticas
Según el Anuario Pontificio 2024 la diócesis tenía a fines de 2023 un total de 548 125 fieles bautizados.
| Año                                                                             | Población            | Población | Población      | Sacerdotes | Sacerdotes    | Sacerdotes    | Bautizados por sacerdote | Diáconos permanentes | Religiosos | Religiosos | Parroquias |
| Año                                                                             | Bautizados católicos | Total     | % de católicos | Total      | Clero secular | Clero regular | Bautizados por sacerdote | Diáconos permanentes | Varones    | Mujeres    | Parroquias |
| ------------------------------------------------------------------------------- | -------------------- | --------- | -------------- | ---------- | ------------- | ------------- | ------------------------ | -------------------- | ---------- | ---------- | ---------- |
| 1999                                                                            | 670 000              | 1 150 000 | 58.3           | 140        | 74            | 66            | 4785                     |                      | 72         | 185        | 163        |
| 2000                                                                            | 665 000              | 1 135 000 | 58.6           | 150        | 84            | 66            | 4433                     |                      | 73         | 180        | 165        |
| 2001                                                                            | 659 000              | 1 078 000 | 61.1           | 159        | 94            | 65            | 4144                     |                      | 71         | 160        | 165        |
| 2002                                                                            | 637 000              | 1 022 000 | 62.3           | 169        | 105           | 64            | 3769                     |                      | 69         | 175        | 169        |
| 2003                                                                            | 634 000              | 1 015 000 | 62.5           | 169        | 107           | 62            | 3751                     |                      | 67         | 177        | 169        |
| 2004                                                                            | 630 000              | 1 010 000 | 62.4           | 182        | 120           | 62            | 3461                     |                      | 68         | 173        | 170        |
| 2006                                                                            | 600 000              | 980 000   | 61.2           | 185        | 135           | 50            | 3243                     |                      | 53         | 185        | 170        |
| 2013                                                                            | 582 540              | 1 058 346 | 55.0           | 202        | 148           | 54            | 2883                     |                      | 55         | 143        | 194        |
| 2016                                                                            | 573 215              | 1 052 800 | 54.4           | 211        | 160           | 51            | 2716                     |                      | 51         | 120        | 195        |
| 2019                                                                            | 565 345              | 1 043 681 | 54.2           | 220        | 167           | 53            | 2569                     |                      | 54         | 120        | 198        |
| 2021                                                                            | 558 082              | 1 026 800 | 54.4           | 215        | 161           | 54            | 2595                     |                      | 56         | 116        | 200        |
| 2023                                                                            | 548 125              | 1 006 614 | 54.5           | 219        | 161           | 58            | 2502                     |                      | 61         | 113        | 200        |
| Fuente: Catholic-Hierarchy, que a su vez toma los datos del Anuario Pontificio. |                      |           |                |            |               |               |                          |                      |            |            |            |

## Episcopologio
- Aleksander Kaszkiewicz (13 de abril de 1991-30 de septiembre de 2024 retirado)
- Uladzimir Huliai, por sucesión el 30 de septiembre de 2024